# Randy Barnes

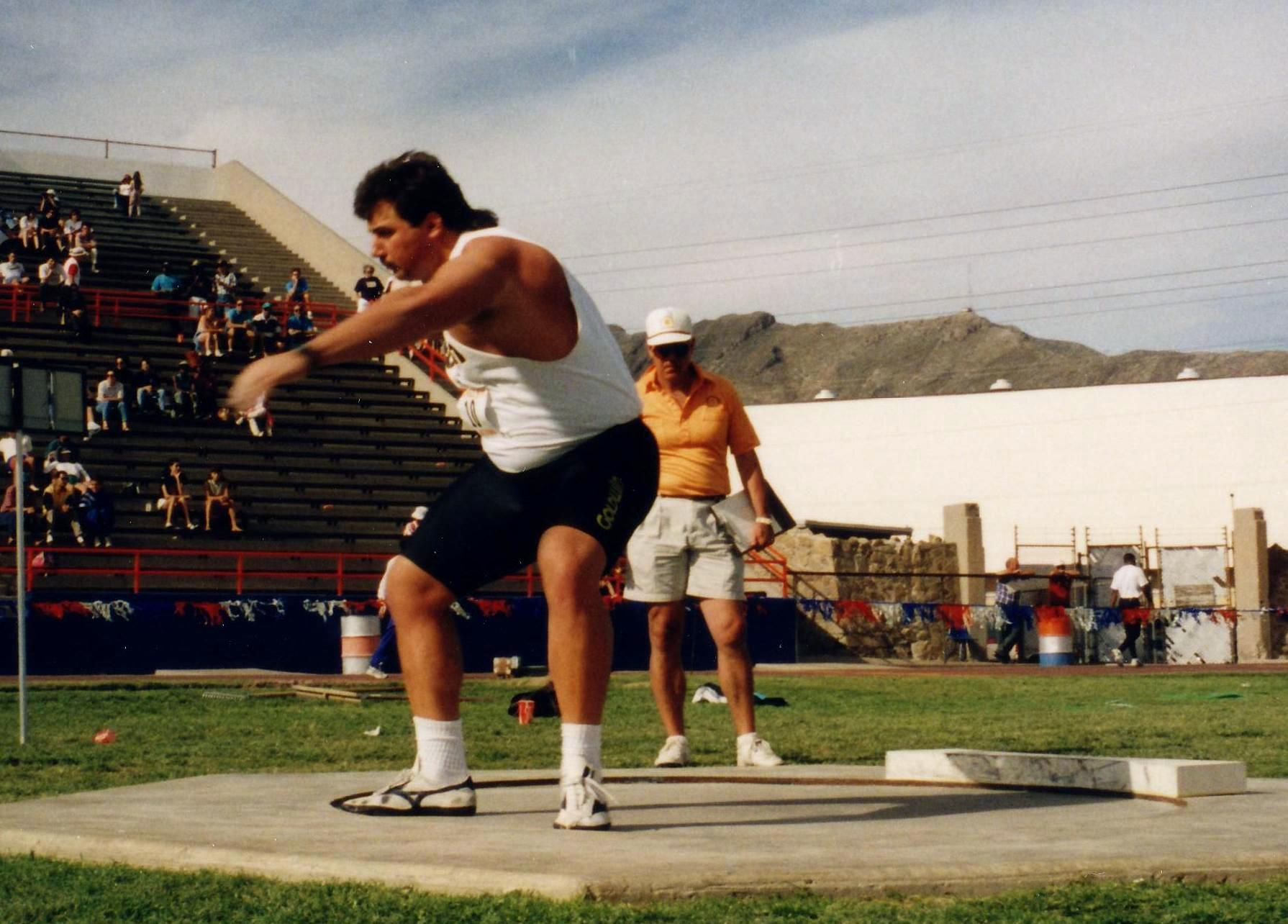
Randy Barnes (1994)

Eric Randolph „Randy“ Barnes (* 16. Juni 1966 in Charleston, West Virginia) ist ein lebenslang gesperrter US-amerikanischer Kugelstoßer. Er hielt vom Mai 1990 bis Juni 2021 den Weltrekord im Freien und war von Januar 1989 bis Januar 2021 auch Weltrekordhalter in der Halle. 1996 siegte Barnes bei den Olympischen Spielen in Atlanta.
Bereits in der Schul- und Universitätszeit beeindruckte er mit Stößen über 20 Meter. Er gewann Silber bei den Olympischen Spielen 1988 in Seoul. 1989 brach er den Hallenweltrekord mit 22,66 m und am 20. Mai 1990 mit 23,12 m den Freiluftweltrekord von Ulf Timmermann (23,06 m vom 22. Mai 1988).

## Erste Dopingsperre
Im August 1990 wurde der Drehstoßtechniker positiv auf das anabole Steroid Methyltestosteron getestet und für 27 Monate gesperrt. Seine erst 2021 von Ryan Crouser gebrochenen Weltrekorde wurden ihm jedoch nicht aberkannt.
Nach seiner Sperre gewann Barnes bei den Weltmeisterschaften 1993 in Stuttgart Silber und 1995 in Göteborg Bronze. 1996 wurde er in Atlanta Olympiasieger.

## Erneute Dopingsperre
1998 wurde Barnes wieder des Dopings, diesmal mit Androstendion, überführt und folglich lebenslang gesperrt. Er behauptete, niemals bewusst verbotene Substanzen genommen zu haben. Das entsprechende Nahrungsergänzungsmittel habe er im freien Verkauf erstanden.